# Tara Elders
Tara Elders, née le 17 janvier 1980 à Amsterdam, est une actrice néerlandaise.

## Vie privée
Depuis 2008, elle a épousé l'acteur néerlandais Michiel Huisman.

## Filmographie
- 2003 : Phileine Says Sorry de Robert Jan Westdijk : Lala[3]
- 2003 : Pipo en de p-p-Parelridder de Martin Lagestee : fille de Bonban[4]
- 2004 : Hush Hush Baby d'Albert ter Heerdt[5]
- 2004 : Love Trap de Ruud van Hemert[6]
- 2004 : Stratosphere Girl de Matthias X. Oberg : Polly[7]
- 2004 : Visions of Europe de Lars von Trier[8]
- 2004 : 0605 de Theo van Gogh[9]
- 2007 : Interview de Steve Buscemi : Maggie[10]
- 2007 : Sextet d'Eddy Terstall[11]
- 2008 : Vox populi d'Eddy Terstall[12]